# Inculeț, Orhei
Inculeț este un sat din cadrul comunei Zorile din raionul Orhei, Republica Moldova.
Amplasată pe malul râului Cogâlnic, localitatea a fost întemeiată în anul 1922 pe moșia lui Ion Inculeț, cel care, la 1918, fiind Președintele Sfatului Țării, a contribuit la unirea Basarabiei cu România.    